# Paysage avec ruine de temple
Paysage avec ruine de temple est un tableau du peintre allemand Caspar David Friedrich, réalisé en 1797.

## Description
Le tableau est une peinture à l'huile sur toile.
Comme le titre de l'œuvre l'indique, on peut voir sur un tableau un paysage (à l'arrière-plan) avec une ruine de temple, on peut aussi observer au premier plan la présence d'un point d'eau. La nature étant très présente dans le tableau, à travers les arbres, les points d'eau et les montagnes. Mais les ruines et les trois personnages rappellent la présence humaine.

## Historique
Le tableau a été peint par Caspar David Friedrich en 1797.